# 페이튼 메이어
페이턴 그레이엄 마이어(Peyton Graham Meyer, 영어 발음: /ˈmaɪər/, 1998년 11월 24일 ~ )는 미국 배우이다.

## 출연 작품

### 텔레비전
- 2013-2014: 도그 위드 어 블로그 (Dog with a Blog)
- 2014-2017: 라일리의 세상 (Girl Meets World)
- 2015: 언제나 베프 (Best Friends Whenever)
- 2017: Versus
- 2018-2020: 아메리칸 하우스와이프 (American Housewife)
- 2019: 웨인 (Wayne)

### 영화
- 2016: 기비 (Gibby)
- 2021: 히즈 올 댓 (He's All That)